# Zračna luka Gautam Buddha
Zračna luka Gautam Buddha (IATA: BWA – ICAO: VNBW), poznata i kao zračna luka Bhairahawa je zračna luka u nepalskom gradu Bhairahawa. Većinom se zračna luka koristi za svakodnevni transport putnika u metropolu Kathmandu.
Bhairahawa ima jednu asfaltiranu pistu (nešto dužu od 1.500 m) koja se nalazi na nadmorskoj visini od svega 109 m.

## Avio kompanije i destinacije
| Zračna luka Pakse | Zračna luka Pakse |
| Avio kompanija    | Destinacije       |
| ----------------- | ----------------- |
| Agni Air          | Kathmandu         |
| Buddha Air        | Kathmandu         |
| Gorkha Airlines   | Kathmandu         |
| Guna Airlines     | Kathmandu         |
| Sharma Air        | Kathmandu         |
| Yeti Airlines     | Kathmandu         |

## Vanjske poveznice
- World Aero Data  Arhivirana inačica izvorne stranice od 12. listopada 2012. (Wayback Machine)
- GCMAP.com
- Aviation safety